# 自由閪

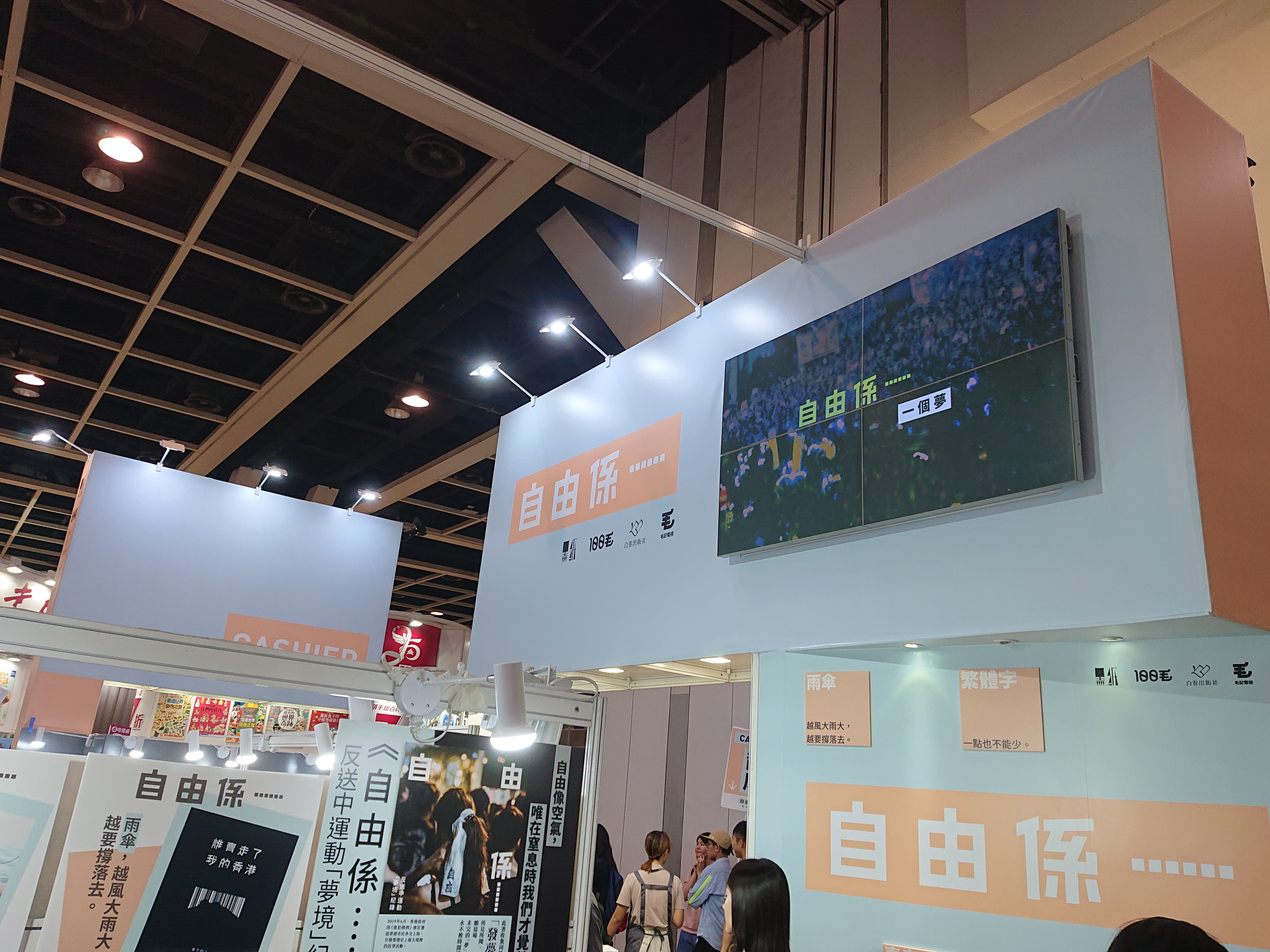
2019年香港書展《100毛》攤位用「自由係…」做主題，粵語諧音就是「自由屄」。

自由屄（粵拼：zi6 jau4 hai1），慣寫自由閪，指的是發生於2019年6月12日香港反對逃犯條例修訂草案佔領行動警方的鎮壓行動中，在網路上流傳的一段簡短音訊及衍生出來的一個潮流用語。
「屄」字意思是女性生殖器官，是粵語常用的罵人粗口字眼。

## 背景
在反對逃犯條例修訂草案佔領行動中，一名香港全副武裝特別戰術小隊警員在鎮壓行動中向金鐘商場內的市民咆哮疑似「自由屄」。記者拍到過程並在網上公開片段。對於該名警察的咆哮，起初網民們聽到了「自由屄」一詞，並在紛紛將自己臉書圖片加上「自由閪」一詞以示抗議，形成了一個新運動，「自由閪」亦成為了新潮語。但接下來數日，開始有網民表示如果不看字幕只聽聲音，便會聽到「豬屄」一詞（粵拼：zyu1 hai1），聽不到「自由屄」，並開始出現相關報道與解釋，演化成了香港版的Laurel或Yanny爭論。
後來，開始出現了以時頻譜對相關語句作出分析，語言學學者劉擇明也開始了以粵音研究角度切入的分析。一些分析的結果中，警察說的是「自由」，另一些結果中警察說的是「豬」，尚無定論。
而按當時拍攝影片的《立場新聞》記者確認，現場聽到該名警員說的是「豬」。
也有網友認為警員當時疑似咆哮「豬油屄」。

## 後續
香港警察在2019年8月5日被錄得懷疑操普通話，唸出「同志們，這邊請」，此事再度激起討論，該警員說的是否普通話。
2019年8月24日，類似場面再度出現，警員被錄得以普通話「放催淚」發號施令，亦帶出討論究竟那是否普通話。